# Байкальский исследовательский центр
Автономная некоммерческая организация «Байкальский исследовательский центр» — негосударственная научно-исследовательская организация, целью которой является проведение научных и образовательных проектов в области экологии Байкала и Байкальского региона. Центр создан в 2003 году.
Начиная с 2006 года, после заключения договора о сотрудничестве с Иркутским государственным университетом, основная часть научных исследований выполняется на базе лаборатории «Проблемы адаптации биосистем» (совместной с НИИ биологии при ИГУ).
Лаборатория «Проблемы адаптации биосистем» создана в апреле 2006 года как структурное подразделение НИИ биологии при ИГУ, в соответствии с договором о сотрудничестве (декабрь 2005) между Иркутским государственным университетом и Автономной некоммерческой организацией «Байкальский исследовательский центр».
В октябре 2012 сотрудник Центра к.б.н. Жанна Михайловна Шатилина стала лауреатом национальной программы L’Oreal-UNESCO «Для женщин в науке»
Распоряжением Правительства Российской Федерации от 1 марта 2013 г. N 281-р (г. Москва) пятерым сотрудникам и выпускникам исследовательской группы Центра Тимофееву Максиму Анатольевичу (научному руководителю коллектива), Шатилиной Жанне Михайловне, Бедулиной Дарье Сергеевне, Протопоповой Марине Владимировне и Павличенко Василию Валерьевичу присуждены премии Правительства Российской Федерации 2012 года в области науки и техники для молодых ученых и присвоено звание «Лауреат премии Правительства Российской Федерации в области науки и техники для молодых ученых».
Руководство Центром осуществляет Директор. 
В настоящий период директором Центра является к.б.н. Жанна Михайловна Шатилина